# Jamno (województwo świętokrzyskie)
Jamno – wieś w Polsce położona w województwie świętokrzyskim, w powiecie kieleckim, w gminie Raków.
| SIMC    | Nazwa            | Rodzaj     |
| ------- | ---------------- | ---------- |
| 0265454 | Józefów Rakowski | przysiółek |
| 0265460 | Mocha            | przysiółek |
| 0265477 | Rakówki          | przysiółek |

W latach 1975–1998 miejscowość administracyjnie należała do województwa kieleckiego.